# Dagba
Pour le footballeur français, consulter l'article Colin Dagba.
Dagba est une localité du Nord de la Côte d'Ivoire, et appartenant au département de Korhogo, Région des Savanes. La localité de Dagba est un chef-lieu de commune.